# Emre Batı
Emre Batı (* 17. Mai 1990 in Alanya) ist ein türkischer Fußballspieler.

## Karriere
Batı spielte ab 1998 für die Nachwuchsabteilung von Oba Belediyespor und wechselte 2003 in die Nachwuchsabteilung von Alanyaspor. 2008 erhielt er hier einen Profivertrag und spielte in der Saison 2008/09 zwei Drittligaspiele. Im Frühjahr 2010 wechselte er zu Kardemir Karabükspor, spielte hier aber nur für die Reservemannschaft des Vereins. Anschließend spielte Batı für diverse Viert- und Drittligisten.
Zur Rückrunde der Saison 2013/14 wechselte Batı in die türkische TFF 2. Lig zu seinem früheren Alanyaspor. Mit diesem Verein beendete er die Saison als Playoff-Sieger und stieg in die TFF 1. Lig auf.
Nach diesem Erfolg spielte Batı für die Amateurvereine Ceyhanspor und Cizrespor in der Bölgesel Amatör Lig.

## Erfolge
Mit Alanyaspor
- Playoff-Sieger der TFF 2. Lig und Aufstieg in die TFF 1. Lig: 2013/14